# Ludwig Kaemmerer
Ludwig Kaemmerer (* 11. November 1862 in Danzig; † 12. Juni 1938 in Coburg) war ein deutscher Kunsthistoriker.
Nach dem Besuch des Gymnasiums in Danzig begann er zunächst ein Studium von Jura und Kunstgeschichte in Berlin, wechselte dann in München ganz zur Kunstgeschichte und schloss sein Studium 1886 an der Universität Leipzig mit der Promotion bei Anton Springer ab. 1887 verbrachte er zu Studienzwecken ein Jahr in Italien und arbeitete dann an den Berliner Museen, wo er 1890 als Assistent am Kupferstichkabinett fest angestellt wurde. 1903 wurde er Direktor des neu gegründeten Kaiser-Friedrich-Museums in Posen, daneben Professor an der Akademie und Konservator der Kunstdenkmäler der Provinz Posen. Im Mai 1919 verlor er diese Stelle. Ab Juni 1920 hielt er sich in Dresden auf und wurde 1921 Direktor der Kunst- und Altertumssammlung auf der Veste Coburg. Hier wirkte er bis März 1930 als Direktor, war jedoch bereits seit 1927 immer wieder aus Krankheitsgründen beurlaubt und trat zum 1. April 1931 in den Ruhestand.
Sein Sohn war der spätere Coburger Landrat Rudolf Kaemmerer (1875–1974).